# Durazno
Durazno je město v Uruguayi. Leží v centrální části země a je sídlem departementu Durazno. Při sčítání lidu v roce 2011 mělo město 34 368 obyvatel. Je tak čtrnáctým největším městem Uruguaye z hlediska počtu obyvatel. Město je vzdáleno přibližně 183 kilometrů severně od hlavního města Montevideo. Město se nachází na jižním břehu řeky Yí. Nachází se na úplném jihu svého departementu při hranicích s departementy Flores a Florida.
Město Durazno bylo založeno v roce 1821 pod názvem Villa San Pedro de Durazno. Oblast původně obývali Indiáni. S rozšiřováním chovu skotu do místa začali přicházet noví osadníci z různých částí současné Argentiny. Město bylo založeno jako útočiště pro bojovníky za nezávislost na Španělsku. Po získání nezávislosti Uruguaye došlo k rozvoji města. V roce 1906 získalo Durazno statut města.